# علي البهادلي
علي حسين البهادلي (1943- 2023) سياسي عراقي شغل منصب وزير الزراعة في حكومة نوري المالكي. وقبلها في فترة الحكومة الانتقالية من سنة 2005 إلى سنة 2006 في عهد حكومة إبراهيم الجعفري. ثم أعيد تعيينه في شهر أكتوبر من عام 2007 بعد انسحاب التيار الصدري من الحكومة العراقية.
حصل على شهادة بكالوريوس في الزراعة عام 1965م، وشهادة ماجستير في أمراض النبات عام 1970م، ثم نال شهادة دكتوراه في أمراض النبات من جامعة كاليفورنيا (دافيس)، وكان عضو جمعية أمراض النبات الأمريكية وعضو جمعية النبات لدول حوض البحر الأبيض المتوسط وعضو جمعية سيكما للعلوم الأمريكية وعضو مؤسس لجمعية وقاية النبات العربية.

## وفاته
توفي علي البهادلي يوم الخميس 9 شباط 2023 بعد صراع طويل مع المرض.